# Lukáš Valášek
Lukáš Valášek je český investigativní novinář, reportér serveru Seznam Zprávy. Do roku 2022 působil jako hlavní investigativní reportér zpravodajského serveru Aktuálně.cz. Spolupracoval rovněž s Hospodářskými novinami a týdeníkem Respekt. V minulosti pracoval i v deníku Mladá fronta DNES.

## Život a novinářská kariéra
Po absolvování Gymnázia Brno, třída Kapitána Jaroše dokončil v roce 2014 žurnalistiku a hospodářskou politiku na Fakultě sociálních studií a Ekonomicko-správní fakultě Masarykovy univerzity v Brně.

### Ocenění
Novinářskou kariéru začal v brněnské redakci deníku Mladá fronta DNES. V roce 2017 získal Novinářskou cenu Nadace Open Society Fund v kategorii regionální žurnalistiky za text o neexistující mluvčí někdejšího jihomoravského hejtmana Michala Haška.
V roce 2020 jako reportér Aktuálně.cz obdržel Novinářskou křepelku pro mladé a perspektivní novináře do 33 let. Ve stejném roce s kolegou Janem Horákem získal Česko-slovenskou cenu veřejnosti za rozkrývání čínského vlivu v Česku. Valášek s Horákem popsali, jak čínská ambasáda tajně financovala konference Univerzity Karlovy zaštítěné rektorem Tomášem Zimou. Zima následně zrušil Česko-čínské centrum univerzity, které akce pořádalo a zapojení akademici ze školy odešli. Texty Aktuálně.cz upozornily na tajnou kampaň ve prospěch Číny společnosti Home Credit nejbohatšího Čecha Petra Kellnera. Home Credit následně vydal prohlášení, v němž uvedl, že chtěl "racionalizovat veřejnou diskusi v České republice o podnikání v Číně."
V roce 2021 s kolegyní Adélou Jelínkovou z Hospodářských novin obdržel Novinářskou cenu v kategorii nejlepší analyticko-investigativní příspěvek za sérii o podezřelých obchodech ve venkovském sídle prezidenta v Lánech. Soud v březnu 2022 poslal ředitele Lesní správy Lány Miloše Baláka na tři roky do vězení za manipulace veřejné zakázky. Prezident mu následně udělil milost. Valášek s Jelínkovou popsali, že peníze za veřejné zakázky Balák poslal bez tendru rodině muže, od něhož prezident Miloš Zeman koupil pozemek pro svou soukromou vilu.
Hrad dlouhodobě odmítal, že by s veřejným majetkem nakládal problematicky. V roce 2018 kancléř Vratislav Mynář podal na Valáška trestní oznámení pro pomluvu. Policie ale případ odložila s tím, že texty nepravdivé nebyly.
V roce 2022 porota Valáškův text „Odsouzeného antisemitu platí Čína. Na Akademii věd se podílí na akcích o Číně i Rusku“ nominovala mezi trojici nejlepších analyticko-investigativních textů Novinářské ceny za rok 2021. Po vydání článku ve funkci skončil vysoce postavený badatel Akademie věd Marek Hrubec, který byl v instituci mimo jiné zodpovědný za výzkum Ruska a Číny.
V říjnu 2022 šéfredaktor Seznam Zpráv Jiří Kubík oznámil, že Valášek přechází do investigativního týmu jeho redakce. „Kroupa, Klíma a teď i Kmenta a Valášek. Vítáme nové pátrače,“ uvedl Kubík.

### Poslední novinářská tvorba
V únoru 2023 Národní centrála proti organizovanému zločinu začala prověřovat tehdejšího kancléře prezidenta Miloše Zemana Vratislava Mynáře. Reagovala na texty Valáška a kolegyně Adély Jelínkové. Reportéři upozornili na dvojici podezření, že Mynář nakládal s majetkem Hradu jako se svým vlastním.
Texty Valáška a Jelínkové vedly v červenci 2023 k policejní razii v investiční firmě IPC. Reportéři popsali, že IPC financovala penězi tisíců českých investorů dezinformační web Protiproud někdejšího mluvčího prezidenta Václava Klause Petra Hájka. Manažeři IPC také místo slíbeného investování vklady od klientů po statisících vybírali z bankomatů.
V srpnu 2023 Valášek s Jelínkovou upozornili, že ministr spravedlnosti Pavel Blažek se sešel s poradcem exprezidenta Miloše Zemana Martinem Nejedlým na pětihodinové schůzce v restauraci. Blažek se hájil tím, že se v podniku ukrýval před deštěm. Premiér Petr Fiala označil setkání kvůli ruským vazbám Nejedlého za nevhodné, na rezignaci to ale podle něj nebylo. Blažek podle něj od vedení ODS dostal „žlutou kartu“.
Odhalení, které Valášek s kolegy přinesl, v srpnu 2023 vyústila v rezignaci ředitele nemocnice IKEM Michala Stiborka, který přiznal, že půjčoval peníze na vysoký úrok za pomocí dvou odsouzených.
Po textech Valáška v únoru 2024 skončil ve funkci Pavel Rus, ředitel Lesní správy Lány - podřízené organizace Kanceláře prezidenta republiky. Seznam Zprávy předtím popsaly hospodaření organizace pod jeho vedením.
V březnu 2024 rezignoval náměstek ministra spravedlnosti Pavla Blažka za ODS Antonín Stanislav. Jako důvod uváděl texty Seznam Zpráv. Valášek s kolegyní Jelínkovou upozornili, že vedení ministerstva spravedlnosti připravilo o místo ředitele insolvenčního odboru Jana Benýška, který podal na Stanislava whistleblowerské oznámení. Benýška nakonec ministerstvo do funkce vrátilo.
Záměr rezignovat v reakci na texty Valáška s Jelínkovou oznámil v březnu 2024 ředitel Odboru hospodaření s majetkem hlavního města Prahy Jan Rak. Novináři popsali, že Rak pobývá v luxusním resortu v Harrachově, přičemž chatu spoluvlastní muž, jemuž zároveň Rak podepisuje veřejné zakázky.
V květnu 2024 se ještě před jmenováním do funkce vzdal postu ministra pro vědu Pavel Tuleja. Stalo se tak potom, co Valášek s kolegy upozornil, že Tuleja opakovaně publikoval v predátorských časopisech. Tuleja pochybení uznal a omluvil se.
V srpnu 2024 Valášek s kolegyní Adélou Jelínkovou upozornili, že předseda Úřadu pro ochranu hospodářské soutěže Petr Mlsna spolupracuje s podnikatelem Michalem Petříkem, který je obžalován z manipulací a v minulosti pořádal podezřelé „losovačky“ veřejných zakázek. Antimonopolní úřad reagoval oficiálním prohlášením, v němž autory textu obvinil z účelové práce na popud Ministerstva pro místní rozvoj, které chce úřad reformovat, případně mateřské společnosti Seznam.cz, kterou úřad prověřuje. Za Valáška s Jelínkovou se postavily tři novinářské organizace. Podle Syndikátu novinářů ÚOHS zneužil své postavení státní instituce, Reportéři bez hranic to označili za pokus zastrašit novináře a Český národní výbor Mezinárodního tiskového institutu adresoval ÚOHS otevřený dopis.
V únoru 2025 Valášek s kolegy přinesl investigativní sérii Putinovi vlci. Rozkrývají v ní vlivovou síť kolem proruského motorkářského spolku Noční vlci.